# Sing for the Moment
«Sing for the Moment» es una canción interpretada por el cantante Eminem. En 2003, la canción fue lanzada como el cuarto sencillo de su álbum de 2002 The Eminem Show. La canción contiene un sample de la canción de Aerosmith "Dream On". El guitarrista de la agrupación, Joe Perry, toca el solo de guitarra al final de la canción y Steven Tyler canta el coro. La canción fue incluida en el álbum recopilatorio de 2005 Curtain Call: The Hits.

## Video musical
El video musical de "Sing for the Moment" fue realizado y estrenado en 2003. El video es un collage de varias escenas, incluyendo tomas del Anger Management Tour. Varios raperos, incluyendo Dr. Dre, D12, 50 Cent y Ludacris, realizan cameos en el video.

## Listado de canciones
| Sencillo |                                                     |          |  |
| N.º      | Título                                              | Duración |  |
| 1.       | «Sing for the Moment» (versión explícita del álbum) | 5:43     |  |
| 2.       | «Sing for the Moment» (versión instrumental)        | 6:25     |  |
| 3.       | «Rabbit Run» (versión explícita del álbum)          | 3:12     |  |
| 4.       | «Sing for the Moment» (video explícito)             | 5:27     |  |

## Listas de popularidad
| Lista (2003)                                 | Posición más alta |
| -------------------------------------------- | ----------------- |
| Australian Singles Chart                     | 5                 |
| Billboard Bubbling Under R&B/Hip-Hop Singles | 1                 |
| Billboard Hot 100                            | 14                |
| Billboard Hot Rap Tracks                     | 18                |
| Irish Singles Chart                          | 3                 |
| Listas musicales de Alemania                 | 5                 |
| Listas musicales de Finlandia                | 5                 |
| Listas musicales de Francia                  | 28                |
| Listas musicales de Italia                   | 5                 |
| Nederlandse Top 40 (Países Bajos)            | 8                 |
| New Zealand Singles Chart                    | 5                 |
| Sverigetopplistan (Suecia)                   | 11                |
| Swiss Record Charts                          | 8                 |
| UK Singles Chart                             | 6                 |
| Ultratop 40 (Valonia)                        | 15                |
| Ultratop 50 (Flandes)                        | 6                 |
| VG-lista (Noruega)                           | 10                |
| Ö3 Austria Top 40                            | 7                 |